# Spoorlijn Kristianstad - Karlskrona
De spoorlijn Kristianstad - Karlskrona ook wel Zweeds: Blekinge kustbana genoemd, loopt door de Zweedse provincies Skåne en Blekinge.

## Geschiedenis
Het traject werd met een spoorbreedte van 1067 mm in fases geopend.
- Sölvesborg - Kristianstads Järnväg (SCJ): 1876, traject Kristianstad - Sölvesborg
- Västra Blekinge Järnvägsaktiebolag (VBlJ): 22 december 1886, traject Sölvesborg - Karlshamn
- Mellersta Blekinge Järnvägsaktiebolag (MBlJ): 1 oktober 1889, traject Karlshamn - Karlskrona

## Overname
De Mellersta Blekinge Järnvägsaktiebolag (MBlJ) nam in 1902 de Västra Blekinge Järnvägsaktiebolag (VBlJ) over en in 1905 werd ook de Sölvesborg - Kristianstads Järnväg (SCJ) overgenomen. In 1927 werd de Bredåkra-Tingsryds Järnväg (BTJ) overgenomen. Deze drie ondernemingen gingen verder onder de naam Blekinge Kustbanor (BKB).
In 1942 werd het traject door de Statens Järnvägar (SJ) omgespoord met een spoorbreedte van 1067 mm naar een spoorbreedte van 1435 mm.
De Blekinge Kustbanor (BKB) schafte tussen 1991 en 1998 in totaal 20 treinstellen met als opschrift Kustpilen van het type: Zweeds: Y 2, Deens: MF bij de Deense Scandia aan. De exploitatie van de treindiest werd uitgevoerd door de Statens Järnvägar (SJ).
Het traject werd in juni 2004 gesloten ten behoeve van de elektrificatie waardoor een aantal treinstellen van het type Y 2 werd verkocht.
- Vier treinstellen werden overgenomen door DSB
- Negen treinstellen werden overgenomen door Israel Railways
- Zeven treinstellen werden overgenomen door Statens Järnvägar

De treindienst werd tussen juni 2004 en september 2007 vervangen door een aantal busdiensten.
De Veolia maakt sinds juni 2008 gebruik van de zes resterende treinstellen op de Stångådalsbanan tussen Linköping C en Kalmar C en de Tjustbanan tussen Västervik en Linköping C. Het zevende treinstel werd in september 2004 bij Kristianstad zwaar beschadigd door een aanrijding met een vrachtauto en daarna gesloopt.

## Treindiensten

### Blekinge Kustbanor
De Blekinge Kustbanor (BKB) verzorgde tot het personenvervoer op dit traject met en stop treinen.
De treindienst werd van 1992 tot juni 2004 uitgevoerd met treinstellen van het type: Zweeds: Y 2, Deens: MF.
- 91: Karldkrona C - Kristianstad C - Vinslöv - Hässleholm C - Tyringe - Perstorp - Klippan - Åstorp - Bjuw - Mörarp - Päarp - Ramlösa - Helsingborg C

### SJ
Het samenwerking van SJ en DSB verzorgde het personenvervoer op dit traject met Ø-tag sneltreinen.
De treindienst werd vanaf 6 januari 2002 tot 2004 uitgevoerd met treinstellen van het type: Zweeds: Y 2, Deens: MF. Voor dit doel werden negen treinstellen aangepast.
- 90: Karldkrona C - Kristianstad C - Hässleholm C - Lund C - Malmö C - Luchthaven Kastrup - København H

De treindienst werd vanaf 30 september 2007 tot 11 januari 2009 uitgevoerd met treinstellen van het type Littera, Zweedse type: X31 / Deense type: ET
- 90: Karldkrona C - Kristianstad C - Hässleholm C - Lund C - Malmö C - Luchthaven Kastrup - København H

### DSBFirst
De DSBFirst verzorgt het personenvervoer op dit traject met Ø-tag sneltreinen.
De treindienst wordt uitgevoerd met treinstellen van het type Littera, Zweedse type: X31 / Deense type: ET
Sinds 11 januari 2009 tot 2015:
- 90: Karldkrona C - Kristianstad C - Hässleholm C - Lund C - Malmö C - Luchthaven Kastrup - København H

## Aansluitingen
In de volgende plaatsen was of is er een aansluiting van de volgende spoorwegmaatschappijen:

### Karlskrona
- Kust till kustbanan spoorlijn tussen Göteborg en Kalmar / Karlskrona
  - Karlskrona-Växjö Järnväg (CWJ) spoorlijn tussen Karlskrona en Växjö
- Östra Blekinge Järnväg (ÖblJ) spoorlijn tussen Gullaboby en Karlskrona

### Kristianstad
- Skånebanan spoorlijn tussen Kristianstad en Helsingborg

## Genationaliseerd
De Blekinge Kustbanor (BKB) werd op 1 juli 1942 door de staat genationaliseerd en de infrastructuur over gedragen aan de SJ.

## ATC
Het traject voorzien van het zogenaamde Automatische Tågkontroll (ATC).

## Elektrische tractie
In 2004 besloot de riksdagen tot de elektrificatie van het traject. Het traject werd op 15 juni 2007 geëlektrificeerd met een spanning van 15.000 volt 16 2/3 Hz wisselstroom.

## Bron
- Historiskt om Svenska Järnvägar
- Jarnvag.net